# Schwarzach im Pongau
Schwarzach im Pongau – gmina targowa w Austrii położona w kraju związkowym Salzburg, w powiecie St. Johann im Pongau, na granicy Alp Salzburskich i pasma Radstädter Tauern. Jest bazą narciarską i ośrodkiem sportowym. Leży około 54 km na południowy wschód od Salzburga. Liczy 3528 mieszkańców (1 stycznia 2015).